# الکساندر پالوچویچ
الکساندر پالوچویچ (صربی: Aleksandar Paločević؛ زادهٔ ۲۲ اوت ۱۹۹۳) بازیکن فوتبال اهل صربستان است.
از باشگاه‌هایی که در آن بازی کرده‌است می‌توان به باشگاه فوتبال وویوودینا و باشگاه فوتبال بئوگراد اشاره کرد.
وی همچنین در تیم ملی فوتبال صربستان بازی کرده‌است.